# Тіволі (Техас)
Тіволі (англ. Tivoli) — переписна місцевість (CDP) в США, в окрузі Рефухіо штату Техас. Населення — 419 осіб (2020).

## Географія
Тіволі розташоване за координатами 28°27′39″ пн. ш. 96°53′29″ зх. д. / 28.46083° пн. ш. 96.89139° зх. д. (28.460839, -96.891470).  За даними Бюро перепису населення США в 2010 році переписна місцевість мала площу 2,89 км², уся площа — суходіл.

## Демографія
Згідно з переписом 2010 року, у переписній місцевості мешкало 479 осіб у 178 домогосподарствах у складі 139 родин. Густота населення становила 166 осіб/км².  Було 242 помешкання (84/км²).
Расовий склад населення:
| - 82,3 % — білих - 2,1 % — чорних або афроамериканців - 0,8 % — азіатів - 0,2 % — корінних американців - 12,1 % — осіб інших рас |

До двох чи більше рас належало 2,5 %. Частка іспаномовних становила 78,1 % від усіх жителів.
За віковим діапазоном населення розподілялося таким чином: 24,4 % — особи молодші 18 років, 59,9 % — особи у віці 18—64 років, 15,7 % — особи у віці 65 років та старші. Медіана віку мешканця становила 43,4 року. На 100 осіб жіночої статі у переписній місцевості припадало 97,9 чоловіків;  на 100 жінок у віці від 18 років та старших — 91,5 чоловіків також старших 18 років.
Середній дохід на одне домашнє господарство  становив 46 631 долар США (медіана — 34 500), а середній дохід на одну сім'ю — 51 906 доларів (медіана — 45 208). За межею бідності перебувало 41,8 % осіб, у тому числі 67,8 % дітей у віці до 18 років та 14,8 % осіб у віці 65 років та старших.
Цивільне працевлаштоване населення становило 245 осіб. Основні галузі зайнятості: виробництво — 15,9 %, транспорт — 15,5 %, будівництво — 12,7 %, публічна адміністрація — 11,0 %.